# Napeanthus spathulatus
Napeanthus spathulatus är en tvåhjärtbladig växtart som beskrevs av Leeuwenb.. Napeanthus spathulatus ingår i släktet Napeanthus och familjen Gesneriaceae. Inga underarter finns listade i Catalogue of Life.